# Steve Mardenborough
Steve Mardenborough, diminutivo di Stephen Alexander Mardenborough (Birmingham, 11 settembre 1964) è un ex calciatore inglese, di ruolo centrocampista.

## Biografia
Suo figlio Jann è un pilota professionista.

## Carriera
Dopo aver trascorso la stagione 1982-1983 al Coventry City, club della prima divisione inglese (con cui in realtà non scende mai in campo in incontri di campionato), esordisce tra i professionisti nella stagione 1983-1984 con il Wolverhampton, con cui realizza una rete in 9 presenze nella prima divisione inglese; conclude poi la stagione con un periodo in prestito al Cambridge Utd, club con il quale gioca 6 partite in quarta divisione. Nell'estate del 1984, dopo la retrocessione dei Wolves in seconda divisione, viene ceduto: trascorre infatti la stagione 1984-1985 allo Swansea City, club gallese con il quale realizza 7 reti in 36 presenze nella terza divisione inglese. Gioca in club gallesi anche nel successivo triennio: tra il 1985 ed il 1987 mette infatti a segno complessivamente 11 reti in 64 presenze nella terza divisione inglese con il Newport County, mentre nella stagione 1987-1988 vince il campionato di quarta divisione con il Cardiff City, con cui realizza una rete in 32 presenze. Gioca poi nella quarta divisione inglese anche nella stagione 1988-1989, nella quale disputa 27 partite con la maglia dell'Hereford Utd.
Nel 1989 si trasferisce poi in Svezia all'Östersund, club della seconda divisione locale; già all'inizio del 1990 torna comunque in patria, dove gioca in Conference League (quinta divisione e più alto livello calcistico inglese al di fuori della Football League) prima con il Cheltenham Town e poi con il Darlington, con cui vince il campionato, vincendo poi sempre con i Quakers il campionato di quarta divisione nella stagione 1990-1991; dopo due stagioni trascorsa in terza divisione con il Darlington (club con cui ha segnato 18 reti in 106 partite totali di campionato), nel 1993 si trasferisce al Lincoln City, con cui nella stagione 1993-1994 segna una rete in 22 presenze in quarta divisione, categoria nella quale gioca poi un'ulteriore partita con la maglia dello Scarborough nella prima parte della stagione 1994-1995. Veste poi la maglia dei semiprofessionisti degli Stafford Rangers, prima di segnare 2 reti in 12 presenze nella quarta divisione inglese con il Colchester Utd (che, insieme ad un'ulteriore presenza in terza divisione nello Swansea City nel 1995, sono di fatto anche le sue ultime presenze in carriera nei campionati della Football League). Inizia poi la stagione 1995-1996 nuovamente al Newport County, che dopo essere stato estromesso dalla Football League per problemi economici nel 1989 giocava ancora nelle serie minori inglesi; successivamente, tra il 1996 ed il 2003 gioca con vari club tra la prima e la seconda divisione gallese (nella stagione 1998-1999 gioca anche una partita nei turni preliminari di Coppa UEFA, che è peraltro la sua unica presenza in carriera nelle competizioni UEFA per club).

## Palmarès

### Club

#### Competizioni nazionali
- Campionato inglese di quarta divisione: 2

Cardiff City: 1987-1988
Darlington: 1990-1991
- Conference League: 1

Darlington: 1989-1990
- Coppa del Galles: 1

Barry Town: 2002-2003

## Nei media
Nel 2023 esce al cinema il film Gran Turismo - La storia di un sogno impossibile (Gran Turismo) che racconta la vita sportiva del figlio, Jann Mardenborough; nel film Steve viene interpretato da Djimon Hounsou.